# Świadkowie Jehowy w Irlandii

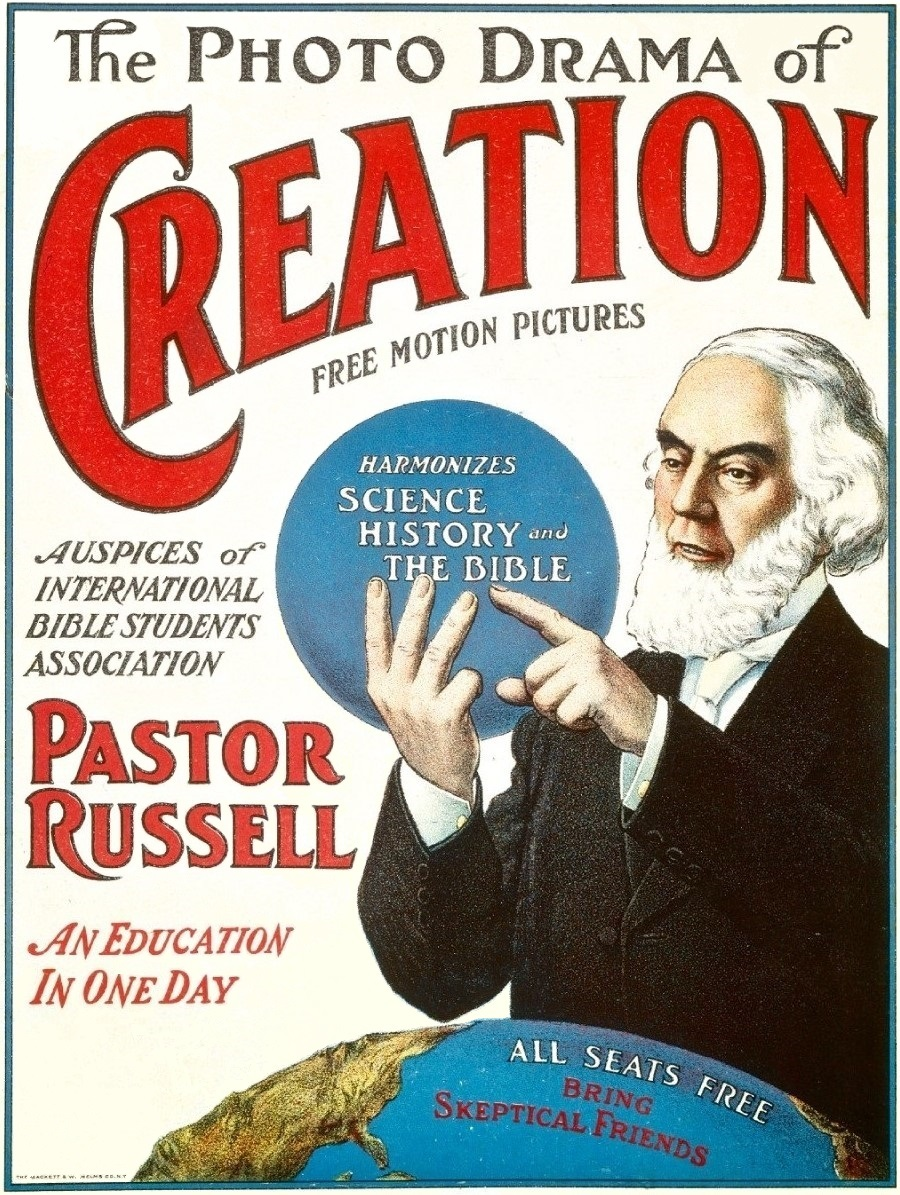
W 1919 roku rozpoczęto wyświetlanie Fotodramy stworzenia w Irlandii

Świadkowie Jehowy w Irlandii – społeczność wyznaniowa w Irlandii, należąca do ogólnoświatowej wspólnoty Świadków Jehowy, licząca w 2023 roku 7974 głosicieli, należących do 121 zborów. W 2023 roku na dorocznej uroczystości Wieczerzy Pańskiej zgromadziło się 13 498 osób. Biuro Oddziału koordynujące działalność miejscowych głosicieli znajduje się w Londynie.

## Historia

### Początki
W 1891 roku w trakcie swojej pierwszej podróży do Europy Charles Taze Russell odwiedził kilka irlandzkich miast. Pierwsza grupa studiująca publikacje Badaczy Pisma Świętego powstała w Dublinie. W 1908 roku zbór w tym mieście liczył 40 członków. C.T. Russell odwiedził Irlandię ponownie w latach 1903, 1908, 1909, 1910 i 1911 (dwa razy), składając w kraju w sumie 7 wizyt. W maju 1903 roku wygłosił wykład publiczny „Obietnica poparta przysięgą” w Belfaście i w Dublinie. W kwietniu 1908 roku w Belfaście i w Dublinie wygłosił reklamowany w gazecie „The Irish Times” wykład „Obalenie imperium Szatana” dla około 300 słuchaczy. W Dublinie sekretarz Związku Chrześcijańskiej Młodzieży Męskiej (YMCA), o nazwisku O’Connor bezskutecznie próbował zakłócić wykład Russella. W maju 1909 roku w Belfaście na wykład publiczny przybyło 450 osób, spośród których 100 z powodu braku miejsc wysłuchało wykładu na stojąco. W roku 1911 w Belfaście wykładu zatytułowanego „Przyszłe życie” wysłuchało 2000 słuchaczy. W roku 1910 i dwukrotnie w roku 1911 w Dublinie O’Connor ponownie usiłował zakłócić program wykładów, jednak mówca został entuzjastycznie przyjęty przez publiczność.
W roku 1919 rozpoczęto wyświetlanie filmu Fotodrama stworzenia. W latach 20. XX wieku zanotowano liczne napaści na głosicieli. Pod koniec lat 30. XX wieku liczba głosicieli wynosiła ok. 60 osób.

### Powojenny rozwój działalności
W roku 1946 do Irlandii przybyli pionierzy z Wielkiej Brytanii. W roku 1949 do grona 73 miejscowych Świadków dołączyła pierwsza grupa misjonarzy, absolwentów Szkoły Gilead, którzy byli częstym celem ataków, inicjowanych przez kler katolicki. Rok później do pięciu zborów należało około 110 głosicieli. W roku 1953 w stolicy powstała pierwsza Sala Królestwa. Rok później z wizytą w Irlandii przebywali Frederick W. Franz i Grant Suiter; w Irlandii działało wówczas 20 misjonarzy. W roku 1957 otwarto w stolicy Biuro Oddziału, które sprawowało nadzór nad działalnością w Republice Irlandii. Z tej okazji w Dublinie przebywał Nathan H. Knorr. 
W roku 1960 dochodziło do ataków na głosicieli. W roku 1962 przekroczono liczbę 200 głosicieli. W roku 1964 sługą oddziału w Irlandii został Arthur Matthews (zm. 2015). W roku 1965 w stolicy odbył się kongres międzynarodowy pod hasłem „Słowo prawdy” z udziałem 3948 osób (w tym 3500 zagranicznych delegatów), na którym 65 osób ochrzczono. Główne przemówienie wygłosił Frederick Franz. Był to pierwszy kongres międzynarodowy w Irlandii. W roku 1966 Biuro Oddziału w Dublinie objęło opieką także działalność Świadków Jehowy w Irlandii Północnej. W roku 1967 liczba głosicieli przekroczyła 500, a w 1971 roku – 1000 osób. W latach 70. i 80. XX wieku z powodu swojej neutralności miejscowi wyznawcy kolejny raz doświadczali ataków. W dniach od 11 do 15 lipca 1973 roku w R.D.S. Main Hall w Dublinie odbył się kongres pod hasłem „Boskie zwycięstwo”, a w dniach od 12 do 16 lipca 1978 roku kongres pod hasłem „Zwycięska wiara” – program przedstawiono w języku angielskim i częściowo w języku włoskim. Wśród publikacji wydanych z okazji kongresu był traktat w języku irlandzkim: „Jedyna nadzieja ludzkości na pokój”.
W roku 1980 otwarto nowe Biuro Oddziału, a w kraju przebywał z wizytą Lyman A. Swingle. Rok 1982 przyniósł wzrost liczby Świadków Jehowy w Irlandii do ponad 2000 osób. 19 lutego 1985 roku zarejestrowano Watch Tower Bible and Tract Society of Ireland.
W roku 1986 powstała pierwsza Sala Królestwa w kraju wybudowana metodą szybkościową (w ciągu weekendu). W roku 1989 działalność kaznodziejską prowadziło ponad 3000 głosicieli, w roku 1992 – 4000. W roku 1996 otwarto nowe Biuro Oddziału, w Newcastle k. Dublina. 9 lat później liczba głosicieli wzrosła do 5000, w 2011 roku do 6006, a w 2018 do 7061 osób. 
Na terenach zamieszkanych przez mniejszą liczbę głosicieli prowadzone są specjalne kampanie kaznodziejskie.
W 2011 roku nadzór nad działalnością w Irlandii zaczęło sprawować Biuro Oddziału w Wielkiej Brytanii. W 2012 roku odbył się w Dublinie specjalny kongres pod hasłem „Strzeż swego serca!”. W lipcu 2017 roku delegacja Świadków Jehowy z Irlandii uczestniczyła w kongresie specjalnym pod hasłem „Nie poddawaj się!” w Toronto.
W Wicklow znajduje się jeden z 17 ośrodków szkoleń biblijnych na świecie.
Zebrania zborowe odbywają się w językach: angielskim, arabskim, chińskim, francuskim, irlandzkim, lingala, litewskim, polskim, portugalskim, rosyjskim, rumuńskim, słowackim, włoskim i irlandzkim języku migowym, a kongresy w angielskim i polskim.

## Statystyki

### Liczba głosicieli (w tym pionierów), liczba wyznawców
Dane na podstawie oficjalnych raportów o działalności:
- najwyższa liczba głosicieli osiągnięta w danym roku służbowym[b] (liczby zwykle nad słupkami na wykresie)
- przeciętna liczba pionierów w danym roku służbowym (ciemniejszym odcieniem, liczby na słupkach wykresu).

Dla porównania liczba osób deklarujących w spisach powszechnych swoją przynależność religijną do Świadków Jehowy:
- liczba wyznawców (czarne belki, podpisy przy nich)

## Zbory polskojęzyczne w Irlandii
Pierwsze grupy polskojęzyczne należące do zborów angielskojęzycznych powstały w połowie pierwszej dekady XXI w. W kolejnych latach grupy w Dublinie, Birr, Cork, Limerick, Newcastle West, Newbridge i New Ross zostały przekształcone w polskojęzyczne zbory – w Dublinie w dwa zbory. Początkowo polskojęzyczni wyznawcy uczestniczyli w kongresach w języku polskim w Wielkiej Brytanii. W latach 2012–2015 program kongresu w Dublinie był tłumaczony na język polski, a od roku 2016 cały program jest przeprowadzany po polsku; podobnie jak zgromadzenia obwodowe, które odbywają się w SETU Arena w Waterford. W Irlandii działa 8 zborów oraz 5 grup polskojęzycznych (Cavan, Galway, Kilkenny, Killarney i Sligo). Zbory i grupy polskojęzyczne należą do obwodu polskojęzycznego: EU Polish 4A. Wśród miejscowych pionierów usługują również absolwenci Kursu Biblijnego dla Małżeństw z Polski.